# Beast Boy
Beast Boy er en tegneseriefigur, der er skabt af DC Comics. 
Beast Boy også kendt som Garfield Mark Gar Logan, er en dreng på 15 år. Han er født af helt almindelige forældre, men da Beast Boy var døende af en sygdom igennem et bid af en grøn abe, udsatte hans forældre ham for en eksperimentel kur.  Den gjorde ham grøn og gav ham hans evner. Da Beast Boy var ti, døde hans forældre i en bådulykke. Han blev herefter adopteret af Doom Patrol, indtil han var oppe og toppes med Mento (Doom Patrol's leder) og tog af sted til Jump city hvor han mødte Robin, Cyborg, Raven og Stafire.
Beast Boys evner sætter ham i stand til at forvandle sig til lige det dyr, han vil.
| Taleboble | Spire Denne tegneserieartikel er en spire som bør udbygges. Du er velkommen til at hjælpe Wikipedia ved at udvide den. |